# Fritz l'éléphant
Pour les articles homonymes, voir Fritz.
Fritz l'éléphant, né dans les années 1820 en Asie et mort le 11 juin 1902 à Tours, en France, est un Éléphant d'Asie qui appartenait et était exploité par la compagnie américaine de cirque Barnum & Bailey.      
Devenu incontrôlable dans les rues de Tours où le cirque est en représentation, il est abattu par strangulation. Sa dépouille, offerte par le cirque à la ville de Tours, est naturalisée en 1902-1903 et restaurée en 1976-1977. Bien qu'elle fasse partie des collections du muséum d'histoire naturelle de Tours, elle est conservée dans une annexe du musée des beaux-arts de Tours où elle reçoit la visite des promeneurs.

## Histoire

### L'origine de Fritz

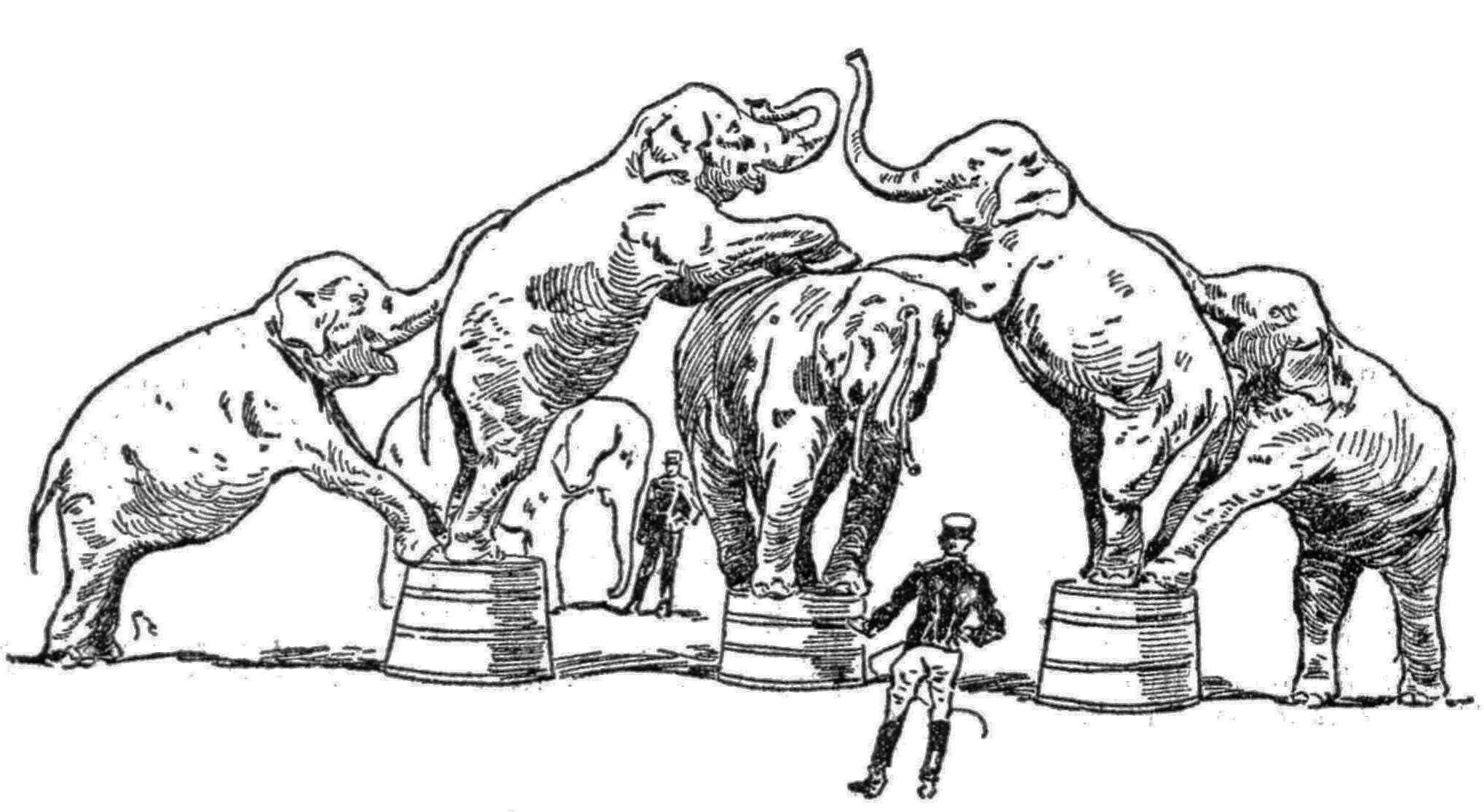
Éléphants savants du cirque Barnum & Bailey (illustration du Journal du 17 mars 1902).

Né vers le début des années 1820, Fritz était un animal de cirque très connu. Il appartenait à la compagnie de cirque Barnum et Bailey, originaire d'Amérique du Nord, dont le propriétaire était alors James Anthony Bailey. Mesurant 2,90 m au garrot, il pesait environ 7,5 t, dont une tonne pour la peau elle-même, épaisse de 5 cm. Ses défenses atteignaient 1,50 m de long. 
Il aurait été acheté par Phineas Taylor Barnum, fondateur du cirque, en novembre 1873, à Sankt Pauli, un quartier de Hambourg (Allemagne), aux frères Hagenbeck. Cette rencontre est le début d'une collaboration fructueuse, puisqu'en plus d'acheter 4 000 dollars d'animaux dont six éléphants à Carl Hagenbeck, jusqu'en 1907 tous les animaux appartenant au cirque Barnum avaient été achetés aux frères Hagenbeck.
Capturés en Asie et en Afrique, le transport des éléphants et des autres animaux se faisait surtout par voie maritime, puisque les animaux embarquaient dans les ports de la mer Rouge. Il arrivait souvent que les éléphants tombent malades durant le voyage à cause du manque de mouvement. Ils étaient victimes de coliques et de mal de mer. Ainsi, lors de sa traversée de l'Atlantique avec le cirque Barnum, plusieurs compagnons de Fritz sont morts. Parfois, le trajet se faisait également via les chemins de fer à destination de Hambourg, où vivait Carl Hagenbeck. 
Le dressage des éléphants au XIXe siècle était assuré par la compagnie de cirque elle-même. Il était souvent dur et consistait en une méthode de répétition des actes à plusieurs reprises. Il arrivait souvent que les séances de répétitions soient violentes (crochets et clous étaient utilisés sur les éléphants) : Fritz n'y a évidemment pas échappé.

### La mort de Fritz

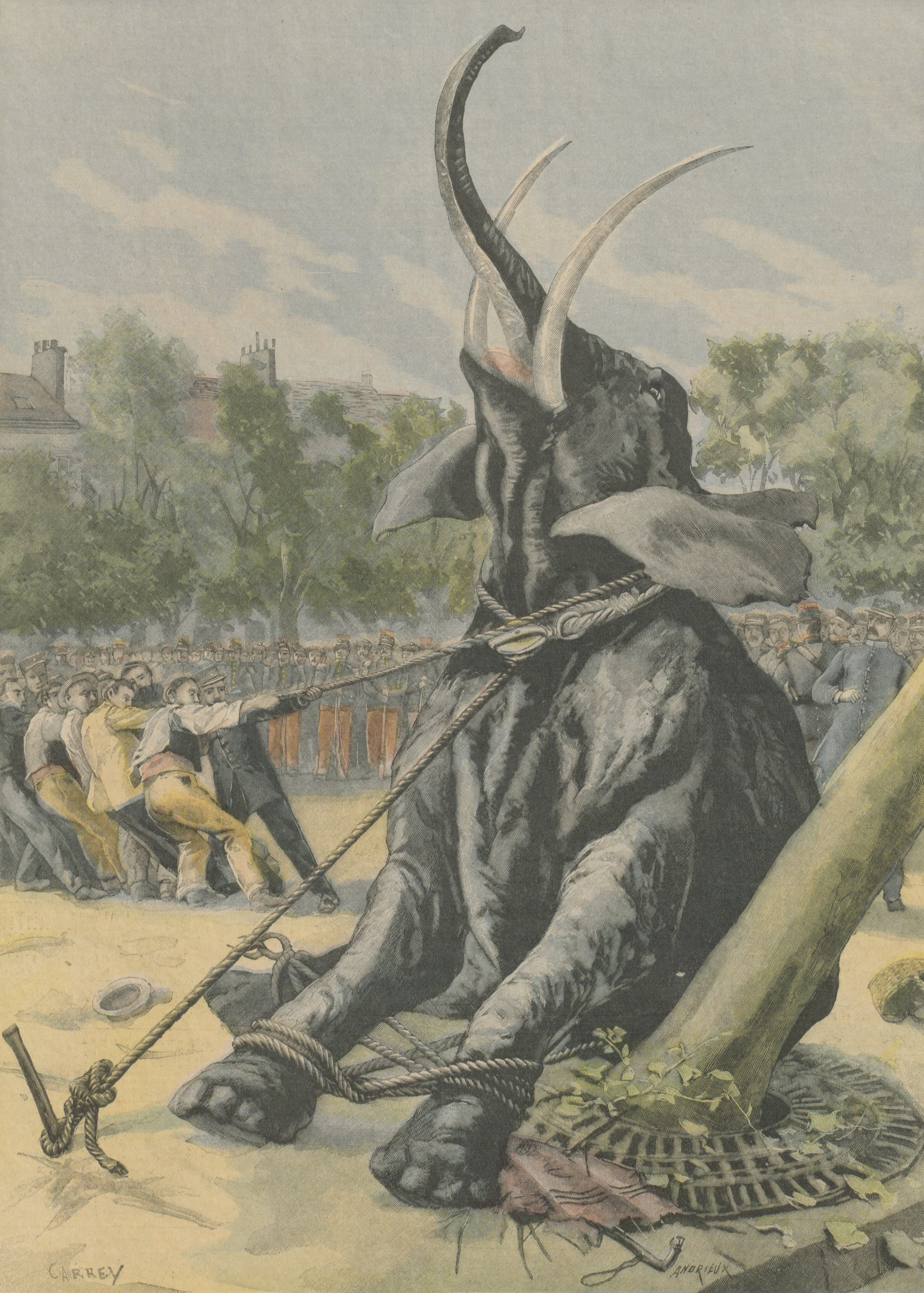
Illustration de la mise à mort de Fritz (supplément illustré du Petit Parisien du 29 juin 1902, dessin de Paul Carrey).

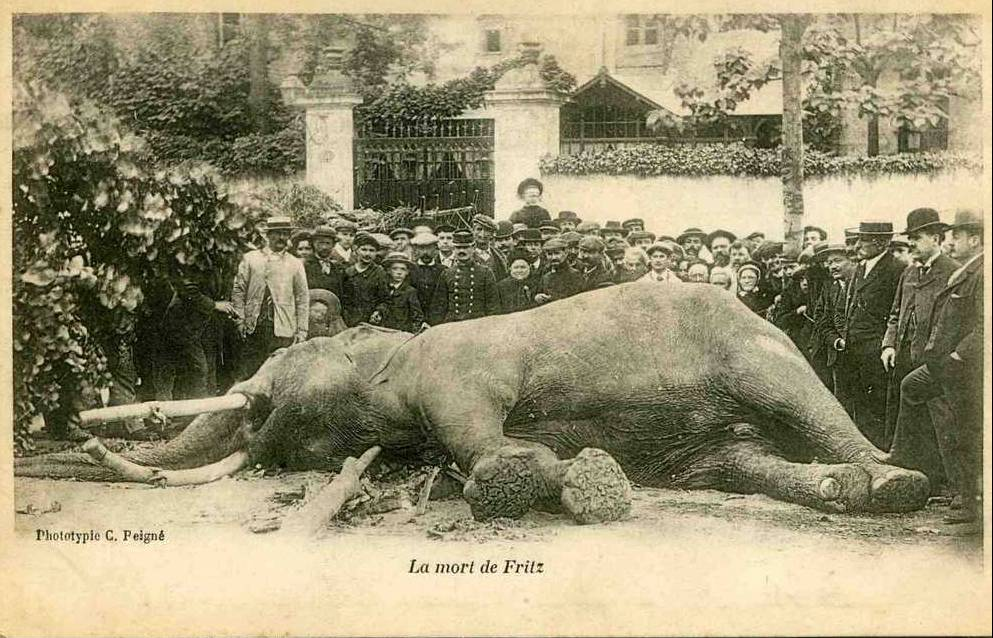
Le cadavre de l'éléphant Fritz, place Nicolas-Frumeaud à Tours.

C'est en 1901 que le cirque quitte l'Amérique du Nord et entame sa tournée sur le continent européen. Le cirque transporte avec lui environ 500 chevaux et 20 éléphants, dont Fritz. En mai et juin 1902, le cirque est en France. À Bordeaux, Fritz devient agité, voire agressif ; il est alors décidé de l'enchaîner à deux autres éléphants. Le 10 juin 1902, le cirque Barnum et Bailey arrive dans la ville de Tours en train (plus de 65 wagons au total), en provenance de Châtellerault. Les chapiteaux sont dressés sur le Champ de Mars, près de quais de la Loire, au nord-ouest de la ville.

Principaux lieux de Tours liés à l'histoire de Fritz.

Dans la soirée du 11 juin 1902, après les représentations, le cirque organise une parade dans la ville de Tours depuis le Champ de Mars en passant par la rue Léon-Boyer, le boulevard Béranger pour enfin terminer à la gare de Tours où les animaux sont rembarqués dans les wagons. Pour l'occasion, de nombreux Tourangeaux et habitants des communes voisines sont venus admirer ce défilé. Par ailleurs les parades constituent quasiment les seules sorties occasionnelles des bêtes. Lorsque le cortège arrive à la place Nicolas-Frumeaud, Fritz devient incontrôlable pour une raison inconnue. Il aurait, d'après certaines sources, et particulièrement un extrait de presse dans Le Mémorial du Poitou, été brûlé sur la trompe avec un cigare ou aurait avalé une cigarette, ce qui pourrait expliquer l'origine de sa folie. Cependant, il semblerait que cette rumeur ne soit que légende puisqu'aucune source tourangelle d'époque ne la mentionne ; l'hypothèse la plus probable est que l'animal est alors en période de musth, caractérisée entre autres par une forte agressivité. L'éléphant, très imposant, ne peut être maîtrisé et le directeur du cirque prend la décision de l'abattre. Les employés du cirque l'encerclent avec d'autres éléphants pour tenter de le contrôler mais aussi de le faire tomber. Une fois l'éléphant à terre, des chaînes et des cordes reliées à des palans sont enroulées autour de son cou dans le but de l'étrangler. Fritz meurt environ trois heures après,.

### La naturalisation
M. Bailey, directeur du cirque, décide de faire don de l'animal mort à la ville de Tours. Face au risque de putréfaction rapide de la carcasse, un équarrisseur d'Auzouer-en-Touraine dépèce l'animal et nettoie tant bien que mal son squelette, alors qu'un chamoiseur de Tours prépare sa peau. L'ensemble est envoyé à Nantes, chez Anatole Sautot, un naturaliste qui momifie et empaille la dépouille, puis remonte le squelette. L'éléphant revient dans la ville tourangelle via la Loire, sur le bateau à vapeur Le Fram, le 4 mai 1903.

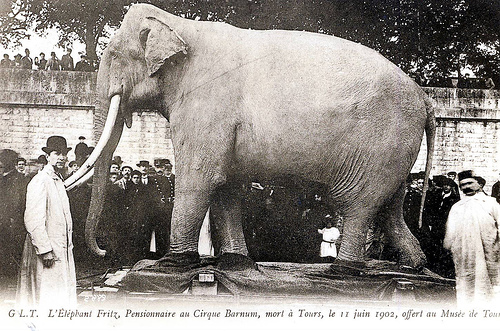
Fritz à sa descente du Fram.

Fritz est exposé au Muséum d'histoire naturelle de Tours sur les bords de Loire, le squelette dans une salle du second étage et la dépouille dans l'entrée. Faute de place, cette dernière est transférée en 1910 dans les anciennes écuries du musée des beaux-arts de Tours, près de la cathédrale ; le squelette reste en place. En juin 1940, il disparaît dans l'incendie du musée consécutif aux combats de la Seconde Guerre mondiale.
L'écurie du musée des beaux-arts n'offrant pas des conditions de conservation optimales, la dépouille de Fritz se dégrade au fil des années ; une restauration devient indispensable. En 1976-1977, Bernard Boisselier, taxidermiste à La Ville-aux-Dames, se charge de cette opération et l'animal retrouve sa place le 18 mars 1977 ; une cage de verre est confectionnée pour mettre la dépouille de Fritz à l'abri des intempéries.

### Un élément du patrimoine culturel tourangeau

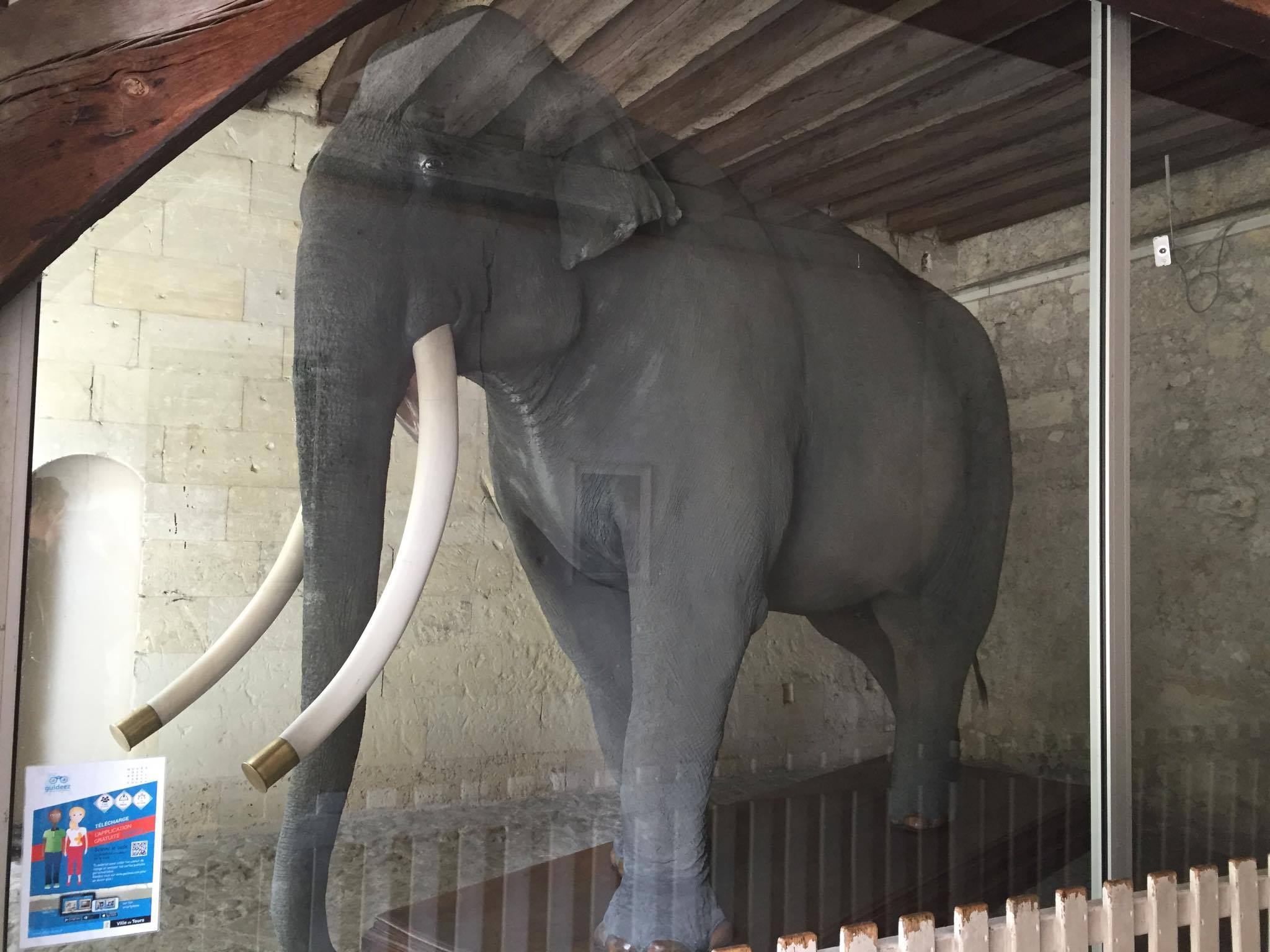
Fritz l'éléphant de profil.

Dès son installation dans le jardin du musée des beaux-arts, Fritz devient un but de promenade dominicale pour les Tourangeaux, même s'ils habitent loin de Tours, et son histoire, souvent enjolivée, se transmet de génération en génération. Pourtant, son délabrement progressif jusque dans les années 1970 ne semble pas émouvoir les visiteurs et c'est une campagne dans la presse locale qui alerte les décideurs.
Depuis sa restauration, Fritz a repris sa place dans le patrimoine affectif des Tourangeaux pour lesquels il est une mascotte, et il figure dans les guides touristiques. Le musée des beaux-arts lui-même profite de sa présence, comme de celle du grand cèdre du Liban planté en 1804 dans la cour : des promeneurs venus les voir poursuivent leur visite par le musée. En 2013, une exposition est d'ailleurs consacrée à Fritz dans une galerie du musée.
En octobre 2018, l'auteure Isy Ochoa écrit et illustre un album intitulé Fritz. 
Créé en 2020, un magazine bimensuel prend le nom de Fritz. Destiné aux jeunes, il aborde plusieurs sujets de société (écologie, histoire, actualités de la ville, etc.). Le 4 octobre 2020 — le 4 octobre est la journée mondiale des animaux —, la ville de Tours donne son nom au jardin de la place Nicolas-Frumeaud, lieu de son abattage, afin de lui rendre hommage et de défendre la cause du bien-être animal,.
Le 4 octobre 2022, une sculpture réalisée par un agent municipal de la ville de Tours est inaugurée en l'honneur de Fritz dans le jardin éponyme.

#### Ouvrages
- Aurélie Gaillard, Tours et l'éléphant Fritz : le fait divers et sa mémoire, Tours, Université François Rabelais, 2007.
- George Lewis et Byron Fish (trad. de l'anglais par Henri Delgove), Éléphants du voyage, Paris, André Bonne, 1957, 330 p.
- Isy Ochoa, Fritz : Les mémoires d'un éléphant, Éditions du Rouergue, octobre 2018, 64 p. (ISBN 978-2-8126-1677-8, lire en ligne)
- Phineas Taylor Barnum (trad. de l'anglais par Raoul Bourdier, préf. Fabrice Pliskin), Mémoires de Barnum : mes exhibitions, Cahors, Futur Luxe Nocturne, 2005, 358 p. (ISBN 978-2-9519778-2-2).

#### Articles de presse
- Michel Petit et Michel Leproust, « L'odyssée de Fritz l'éléphant », Le Magazine de la Touraine, no 17,‎ janvier-mars 1986, p. 3-14.
- Steve Claude, « Quand Fritz l'éléphant joue la star aux Beaux-arts », La Nouvelle République,‎ 16 septembre 2013 (lire en ligne, consulté le 3 mai 2016).
- « Fritz, seul dans sa cage en verre », La Nouvelle République,‎ 22 mai 2015 (lire en ligne, consulté le 3 mai 2016).
- « On a retrouvé l'éléphant Fritz, empaillé à Nantes », Presse Océan Nantes,‎ 14 décembre 2015 (lire en ligne, consulté le 3 mai 2016).

#### Film documentaire
La Tragique Histoire de Fritz l'éléphant de Camille Ménager, Arte France, septembre 2024, 52 min [présentation en ligne]